# 광양제철선
광양제철선(光陽製鐵線)은 전라남도 광양시의 광양역에서 태금역을 연결하는 한국철도공사의 철도 노선으로, 경전선의 지선이자, 포스코 광양제철소의 공장 전용선 기능과 광양항 컨테이너 수송 기능을 수행하는 노선이다.

## 역사
광양제철선은 포스코 광양제철소의 인입선 격으로 1987년에 건설되었다. 그 후, 광양항 개발계획에 따라 1998년에 광양항선이 건설되었다.

## 연혁
- 1987년 9월 16일 : 광양제철선 광양~태금간 19.0 km 구간 완공
- 1998년 12월 31일 : 광양항선 황길~광양항 구간 완공
- 2019년 4월 17일 : 철도 노선번호 변경에 따라 30702로 변경[1]

## 노선 정보
- 노선 거리 : 18.6 km
- 운영 기관 : 한국철도공사(전 구간)
- 궤간 : 1435mm(표준궤)
- 통행 방식 : -
- 역 수 : 4
- 복선 구간 : 없음
- 전철화 구간 : 없음
- 보안 장치 : ATS

## 역 목록
광양제철선의 역 목록은 다음과 같다.
| 역명 | 로마자 역명 | 한자 역명 | 역간거리 (km) | 영업거리 (km) | 접속 노선  | 소재지   | 소재지 | 비고     |
| ---- | ----------- | --------- | ------------- | ------------- | ---------- | -------- | ------ | -------- |
| 광양 | Gwangyang   | 光陽      | 0.0           | 0.0           | 경전선     | 전라남도 | 광양시 |          |
| 초남 | Chonam      | 草南      | 6.0           | 6.0           | 신광양항선 | 전라남도 | 광양시 | 신호장   |
| 황길 | Hwanggil    | 黃吉      | 6.5           | 12.5          | 광양항선   | 전라남도 | 광양시 | 신호장   |
| 태금 | Taegeum     | 太金      | 6.1           | 18.6          |            | 전라남도 | 광양시 | 화물전용 |

## 노선 특성
이 노선은 화물 전용 노선이다. 현재 대부분 역에서 정기열차에 의한 여객영업은 이루어지지 않고 있으나, 태금역에서는 한국철도공사 전남지사에서 운행하는 관광열차가 출발한다.

## 차량
관광열차로 주로 들어갔던 차량은 다음과 같다.
- 무궁화호